# Hvalfjörður
Hvalfjörður (letteralmente fiordo della balena) è un fiordo dell'Islanda occidentale, situato tra Mosfellsbær e Akranes. È lungo approssimativamente 30 km e largo 5 km.